# Lijst van musea in Henegouwen
Dit is een lijst van musea in Henegouwen. 

## Musea

### Aat
- Maison des Géants (museum over reuzen)
- Musée d'Histoire et de Folklore
- Espace gallo-romain (Gallo-Romeins Museum)

### Attre
- Kasteel van Attre

### Aubechies
- Archéosite

### Bergen
- Musée du Centenaire
- Musée du Folklore et de la Vie montoise (Maison Jean Lescarts)
- Musée de Beaux-Arts
- Museum François Duesberg
- Mundaneum

### Binche
- Musée international du Carnaval et du Masque

### Charleroi
- Musée des Beaux-Arts
- Musée Jules Destrée
- Musée du verre
- Musée archéologique
- Musée de la Photographie
- Bois du Cazier
- Musée des chasseurs à pied

### Cuesmes
- Maison de Van Gogh

### Doornik
- Musée des beaux-arts
- Musée d'Histoire naturelle en Vivarium
- Musée de la Tapisserie
- Musée du Folklore
- Musée d'Histoire et des Arts décoratifs
- Musée d'Archéologie

### Edingen
- Museum voor wandtapijten in het Huis van Jonathas

### Frameries
- PASS (Parc d'Aventures Scientifiques, Wetenschappelijk avonturenpark)

### Hornu
- Musée des Arts Contemporains van de Franse Gemeenschap te Hornu

### Houdeng-Aimeries
- Mijnmuseum Robert Pourbaix

### La Louvière
- Historisch Centrumkanaal

### Lessen
- Hospitaal Onze-Lieve-Vrouw met de Roos

### Leuze-en-Hainaut
- Mahymobiles

### Maffle
- Musée de la Pierre en Carrières de Maffle

### Marcinelle
- Bois du Cazier (Espace du 8 août 1956 en Musée de l'industrie)

### Mont-sur-Marchienne
- Musée de la Photographie

### Morlanwelz
- Musée de Mariemont

### Obourg
- Geologische tuin van Obourg

### Rance
- Musée national du Marbre (museum gewijd aan marmer)

### Roisin
- Musée Verhaeren

### Ronquières
- Hellend vlak van Ronquières

### Seneffe
- Museum van Edelsmeedkunst

### Strépy-BracquegniesenThieu
- Boottocht langs de scheepsliften
- Scheepslift van Strépy-Thieu

### Thuin
- Trammuseum van de ASVi
- Ecomusée de la Batellerie Thudo